# Карл Филип Емануел Бах
Вижте пояснителната страница за други личности с името Бах.
Карл Филѝп Емануѐл Бах (на немски: Carl Philipp Emanuel Bach) е германски композитор и музикант, вторият от петте сина на Йохан Себастиан Бах и Мария Барбара Бах. Известен е също като Берлинския или Хамбургския Бах. Един от основателите на класическия музикален стил, творил в епохата на рококо и класицизма.

## Биография
Карл Филип Емануил Бах е роден във Ваймар. На 10-годишна възраст се обучава в школата към църквата „Св. Тома“ в Лайпциг (през 1723 г. баща му става кантор на школата и църквата). После школата Карл Филип изучава право в университета в Лайпциг (1731) и Франкфурт на Одер (1735). През 1738 г., на 24-годишна възраст той получава степен, но изоставя кариерата на юрист и се посвещава на музиката.
След няколко месеца по препоръка на Силвиус Леополд Вайс постъпва на служба при Фридрих Велики, който по това време е кронпринц. След възкачването му на престола Карл Филип става член на кралския двор. По това време той е сред най-известните клавирни изпълнители, а сред съчиненията му (от 1731 г. дотогава) има вече над 30 клавирни сонати и концертни произведения. Карл Филип Емануил пише два цикъла сонати, посветени на Фридрих и херцог Вюртембергски. Тези произведения му помагат да получи длъжността придворен музикант.
През 1768 г. Бах сменя Георг Филип Телеман на длъжността капелмайстор в Хамбург. След това назначение той започва да отделя по-голямо внимание на църковната музика. През следващата година той написва ораторията „Израилтяните в пустинята“, а между 1769 и 1788 г. създава над 20 пасиона и около 70 кантати, литании, мотети и други произведения на духовна тематика.
Карл Филип Емануил умира в Хамбург на 14 декември 1788 г.